# Đubrivo
Đubrivo je splitski punk/heavy metal sastav. Kultni status su stekli beskompromisnim duhovitim tekstovima i sirovim spojem heavy metala i punk rocka.

## Povijest
Đubrivo su 1994. osnovali Toni Aničić Koja i basist Jure Listeš. Cjelokupan stav i glazbeni izričaj sastava zamislili su kao potpunu suprotnost "zvjezdicama hrvatske glazbene scene".  Ime sastava đubrivo (u promotivne svrhe ponekad ga pišu i "djubrivo") je srpska riječ za gnojivo. Srpsko ime sastava su odabrali zbog provokacije. Iz istih pobuda pišu i izrazito provokativne, uvredljive i crnohumorne tekstove. Tema tekstova su seksualni poremećaji, mržnja prema ženama, te negativni međuljudski odnosi. Autor većine tekstova je do odlaska iz sastava bio basist Listeš. Tekstove kasnije potpisuju pjevač Aničić i gitarist Grubišić. Ubrzo kompletiraju postavu i kreću sa svirkama. Unatoč regularno objavljenom albumu putem diskografske kuće nemaju službenu web stranicu, već se služe uobičajenom stranicom na Myspace mreži.
Nakon dolaska gitarista Darka Grubišića 1996., snimaju prvi demo "Postmodernistički Manifest Suvremene Kulturologije". Uslijedili su nastupi, uglavnom po Splitu, kao i česte izmjene članova sastava. Postava se ustalila 1999. s Aničićom, Grubišićem te novim članovima Tišom (gitara), Narančom (bas) i Đoletom (bubanj). Ova postava snima demo "Zašto sarma ne leti?" Ova snimka Đubrivu je priskrbila nastup na festivalu demosastava HGF, na kojem su osvojili prvo mjesto 1999. godine, kao i snimanje albuma za nezavisnu izdavačku kuću Anubis Records. Iduće godine album se pripremao, no daljnje činjenice vezane uz snimanje tog albuma nisu poznate.
Tada su svirali manje koncerata, dok se postava i dalje mijenjala. Krajem 2006. Đubrivo dobiva ugovor s izdavačem "Menart". Sastav tada kreće sa snimanjem svog dugo očekivanog prvog albuma. Početkom 2007. objavljen je video spot za skladbu "Porno Star". Pod utjecajem Menarta ovu skladbu prijavljuju na Doru 2007., ali nastup nisu ostvarili.  Spektar tema na prvom albumu čine silovanje, pornografija, alkoholizam, obiteljsko nasilje, primitivluk, ružnoća, onanija i tomu slično, uz obilje vulgarnosti. Zvukom su na albumu nespojivi s glazbenim uzorima NOFX-om i Iron Maidenom.
Nedugo nakon toga izlazi album 100% prirodno, album je jako dobro prihvaćen, a dobio je i pohvale kritičara. Sastav potom kreće na turneju pod nazivom "Isprašit ćemo vam tour 2007". U sklopu turneje Đubrivo je bilo predgrupa i Hladnom pivu, a održali su i dosta samostalnih koncerata. Godine 2008. izlazi drugi spot za pjesmu "Vaša kćerka". Nakon toga skupinu napuštaju braća Koceić odnosno Vojan (gitara) i Marin (bubnjevi).

## Članovi
- Koja - vokali
- Darko - gitara
- Bruno - bas-gitara
- Gogi - bubnjevi

## Diskografija
Studijski albumi
- 100% prirodno (2007.)
- Krvave bajke (2014.)

Demo
- Postmodernistički Manifest Suvremene Kulturologije (1996.)
- Zašto sarma ne leti? (1999.)

## Vanjske poveznice
- Službena MySpace stranica